# Complete & Unbelievable: The Otis Redding Dictionary of Soul
| Recensione              | Giudizio     |
| ----------------------- | ------------ |
| AllMusic                | [ 1 ]        |
| Sputnikmusic            | 4.3 (Superb) |
| Dizionario del Pop-Rock | [ 3 ]        |
| 24.000 dischi           | [ 4 ]        |

Complete & Unbelievable: The Otis Redding Dictionary of Soul è il quinto album di Otis Redding, pubblicato dalla Volt Records nel novembre del 1966.
Il disco contiene brani standard del repertorio di Redding, come Fa-Fa-Fa-Fa-Fa (Sad Song) (#29 Pop e #12 Rhythm & Blues nelle classifiche U.S.A.), Try a Little Tenderness (#25 Pop e #4 Rhythm & Blues) e My Lover's Prayer (#61 Pop e #10 Rhythm & Blues).

## Tracce
Lato A
1. Fa-Fa-Fa-Fa-Fa (Sad Song) – 2:37 (Otis Redding, Steve Cropper) – Registrato il 30 agosto 1966 a Memphis (TN)
2. I'm Sick Y'all – 2:52 (Otis Redding, Steve Cropper, David Porter) – Registrato il 13 settembre 1966 a Memphis (TN)
3. Tennessee Waltz – 2:50 (Redd Stewart, Pee Wee King) – Registrato il 13 settembre 1966 a Memphis (TN)
4. Sweet Lorene – 2:25 (Otis Redding, Isaac Hayes, Al Isbell) – Registrato il 13 settembre 1966 a Memphis (TN)
5. Try a Little Tenderness – 3:45 (Reginald Connelly, James Campbell, Harry Woods) – Registrato il 13 settembre 1966 a Memphis (TN)
6. Day Tripper – 2:35 (John Lennon, Paul McCartney) – Registrato il 13 settembre 1966 a Memphis (TN)

Lato B
1. My Lover's Prayer – 3:00 (Otis Redding) – Registrato il 3 maggio 1966 a Memphis (TN)
2. She Put the Hurt on Me – 2:35 (Otis Redding) – Registrato il 13 settembre 1966 a Memphis (TN)
3. Ton of Joy – 2:50 (Otis Redding) – Registrato il 13 settembre 1966 a Memphis (TN)
4. You're Still My Baby – 3:45 (Chuck Willis) – Registrato il 13 settembre 1966 a Memphis (TN)
5. Hawg for You – 3:25 (Otis Redding) – Registrato il 13 settembre 1966 a Memphis (TN)
6. Love Have Mercy – 2:20 (David Porter, Isaac Hayes) – Registrato il 13 settembre 1966 a Memphis (TN)

## Formazione
- Otis Redding - voce
- Booker T. Jones - tastiera, pianoforte, organo
- Isaac Hayes - tastiera, pianoforte, organo
- Steve Cropper - chitarra
- Donald Dunn - basso
- Al Jackson Jr. - batteria
- Wayne Jackson - tromba
- Sammy Coleman - tromba
- Gene Miller - tromba
- Gilbert Caples - sassofono tenore
- Andrew Love - sassofono tenore[7]
- Charles Packy Axton - sassofono tenore
- Floyd Newman - sassofono baritono[8]

Note aggiuntive
- Jim Stewart - supervisore e produttore
- Ronnie Stoots - design copertina album[9]